# 55.º Regimiento Antiaéreo (motorizado mixto)
El 55° Regimiento Antiaéreo (motorizado mixto) (Flak-Regiment. 55 (gem. mot.)) fue una unidad de la Luftwaffe durante la Segunda Guerra Mundial.

## Historia
Fue formado en diciembre de 1944(?) a partir del 252° Batallón Mixto Antiaéreo (1. - 5. Baterías del 1./252° Batallón Mixto Antiaéreo, 2./252° Batallón Mixto Antiaéreo, 1./242° Batallón Mixto Antiaéreo, 6./252° Batallón Mixto Antiaéreo y 5./252° Batallón Mixto Antiaéreo). Fue disuelto en 1945.

## Servicios
- 1944 – 1945: en el área de Baja Renania (Krefeld y Cléveris), VI Comando Aéreo.